# Apusomonadida
Gli Apusomonadida sono un gruppo di protozoi flagellati che scivolano sulle superfici e si nutrono principalmente di procarioti. Sono di particolare interesse evolutivo perché sembrano essere il gruppo gemello degli Opisthokonta, il clade che comprende sia animali che funghi.
Insieme ai Breviatea, questi formano il supergruppo Obazoa.